# Богиня рынка
Богиня рынка (англ. Goddess of the Market) — биография российско-американского писателя и философа Айн Рэнд, написанная историком Дженнифер Бёрнс в 2009 году.

## Предыстория
Дженнифер Бёрнс работала над книгой восемь лет. изначально она планировала создать диссертацию для получения докторской степени в калифорнийском университете в Беркли. В процессе написания ей удалось стать первым независимым историком, допущенным институтом Айн Рэнд к коллекции личных документ писательницы. известной как архив Айн Рэнд. К моменту публикации книги Oxford University Press в сентябре 2009 года, Бёрнс была старшим профессором истории в Университете Вирджинии. Бумажное издание книги вышло в августе 2011 года.

## Содержание
Книга разделена на четыре основных части:
1. «Образование Айн Рэнд, 1905—1943» — посвящено интеллектуальному развитию и жизни Айн Рэнд до публикации романа «Источник».
2. «От писателя к философу, 1944—1957» — охватывает период, в который был создан её последний роман Атлант расправил плечи.
3. «Кто такой Джон Голт? 1957—1968» — описывает развитие объективистского движения на основе философии Рэнд. а также историю её отношений с Натаниелом Бранденом
4. «Наследие» — рассказывает о последних годах жизни и последующую реакцию на неё после смерти.

Джулия Бёрнс также включила в книгу раздел «Эссе на источниках», где описывает учение об Айн Рэнд и свою работу в её архивах.

## Приём
Книга получила в основном положительные отзывы. Booklist описал её как «совершенно обаятельную биографию» и «в высшей степени интересную». Либертарианский журналист Брайан Догерти в своём обзоре для The Washington Times считал, что книга даёт «должное значение месту Рэнд в американской идеологической истории», хотя менее убедительно показывает связи между ней и американскими правыми. Краткая рецензия Publishers Weekly была смешанной.
Ряд комментаторов сравнивали книгу с Айн Рэнд и мир, который она создала Энн Хеллер, другой биографией Айн Рэнд, уделившую существенное внимание на личную жизнь философа. Рецензент The New York Times Джанет Маслин отдала предпочтение Хеллер из-за более подробного анализа, хотя по её мнению «обе книги имеют много общих пересечений».